# Andrew Garfield
Andrew Russell Garfield (* 20. srpna 1983 Los Angeles, Kalifornie, USA) je britský a americký herec. Je držitelem několika ocenění, včetně ceny Tony, ceny BAFTA a Zlatého glóbu. V roce 2022 byl časopisem Time zařazen na seznam 100 nejvlivnějších lidí světa.
Za svůj výkon ve filmu Ten kluk (2007) získal cenu BAFTA za nejlepšího herce. Mezinárodní pozornosti se mu dostalo v roce 2010 díky roli Eduarda Saverina v dramatickém filmu The Social Network, za níž získal nominace na Zlatý glóbus a cenu BAFTA.
Širšího uznání se mu dostalo díky roli Spider-Mana v akčních filmech Amazing Spider-Man (2012), Amazing Spider-Man 2 (2014) a Spider-Man: Bez domova (2021). Za ztvárnění role Desmonda Dosse ve válečném filmu Hacksaw Ridge: Zrození hrdiny (2016) byl nominován na Oscara. Za roli Jonathana Larsona v životopisném muzikálovém filmu tick, tick… BOOM! (2021) obdržel Zlatý glóbus za nejlepší mužský herecký výkon (komedie/muzikál). V roce 2022 ztvárnil detektiva v kriminální dramatické minisérii Ve jménu nebes, za nějž obdržel nominace na cenu Emmy a Zlatý glóbus.

## Dětství
Narodil se v Los Angeles. Jeho matka je Angličanka a pochází z Essexu a jeho otec je Američan a pochází z Kalifornie. Když mu byly tři roky, jeho rodina se přestěhovala do Anglie. Je židovského vyznání. Rodiče byli vedoucími designového obchodu, poté se jeho otec stal trenérem plaveckého klubu a matka učitelkou v mateřské školce. Vyrůstal v městě Surrey v Anglii a jako dítě byl gymnasta. Navštěvoval Priory Preparatory School v Banstead a později City of London Freemen's School v nedalekém Ashteadu, poté navštěvoval Central School of Speech and Drama, na které absolvoval v roce 2004.

## Kariéra

### Začátky

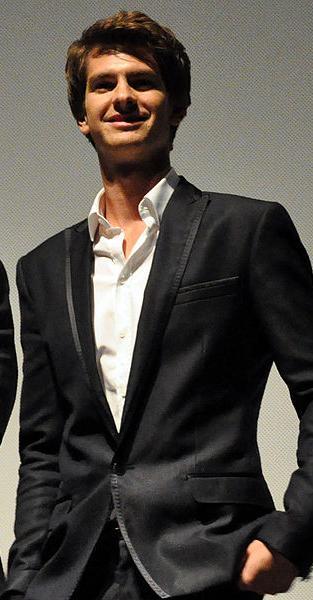
Garfield na mezinárodním filmovém festivalu v Torontu v roce 2010

Ve dvanácti začal navštěvovat kurzy herectví a objevil se v divadle pro mladé ve hře Bugsy Malone. Také se přidal k malé divadelní skupině mladých v Epsomu a začal pracovat výhradně jako divadelní herec. V roce 2004 získal cenu MEN Theatre Award za svůj výkon ve hře Kes. V roce 2006 vyhrál cenu za vynikajícího nováčka v Evening Standard Theatre Awards.
Jeho britský televizní debut přišel v roce 2005, když se objevil v teenagerovském seriálu Sugar Rush vysílaném na Channel 4. V roce 2007 byl jmenován časopisem Variety mezi „10 herci, které stojí za to vidět“ a v listopadu tohoto roku se objevil ve filmu Hrdinové a zbabělci, kde hrál amerického studenta na univerzitě. Ve stejném roce se objevil ve hlavní roli ve filmu Ten kluk, za kterou dostal v roce 2008 cenu BAFTA v kategorii Nejlepší herec. V roce 2008 měl malou roli ve filmu Králova přízeň a na Berlínském mezinárodním filmovém festivalu byl jmenován jednou ze zářících hvězd.
V prosinci 2009 se objevil v časopise Vogue společně s herečkou a modelkou Lily Cole. V tentýž rok si zahrál vedlejší roli Terryho Gilliama ve filmu Imaginárium dr. Parnasse. Také se ještě objevil v trilogii Red Riding.

### Neopouštěj měaThe Social Network
V roce 2010 účinkoval v britském filmu založeném na knížce Kazua Ishigura s názvem Neopouštěj mě. Také se objevil společně s Brendou Song, Justinem Timberlakem a Jessem Eisenbergem ve filmu The Social Network, který je o založení sociální sítě Facebook. Za tuto roli získal dvě nominace na cenu BAFTA (v kategorii „Nejlepší herec ve vedlejší roli“ a „BAFTA rostoucí hvězda“). 14. prosince 2010 film získal šest nominací na Zlatý glóbus a čtyři z nich vyhrál. Garfield byl nominován na Zlatý glóbus za nejlepší mužský herecký výkon ve vedlejší roli.
Dne 5. ledna se Garfield krátce objevil jako asistent Terryho Gilliama při show Arcade Fire na Madison Square Garden. Dne 12. září 2010 spolu-uváděl vyhlášení cen MTV s Jessem Eisenbergem a Justinem Timberlakem.

### Amazing Spider-Mana následující práce
Získal hlavní roli Petera Parkera/Spidermana v reebotu série o Spidermanovi s názvem Amazing Spider-Man. Natáčení filmu začalo v prosinci 2010 a film měl premiéru v kinech 3. července 2012. Na fanouškovské očekávání, jak ztvární tuto roli, Garfield žertoval: "Tohle je milovaná postava a víte, ironicky, já budu ta osoba, která bude říkat, 'Kdo obsadil toho anglického blázna?'" Garfield za svůj výkon obdržel pozitivní recenze. Před uvedením filmu do kin řekl, "Když uděláme pokračování, doufám, že to můžu udělat - doufám, že mě nechají to udělat. ... Už mají datum premiéry pro pokračování. Ale žádný scénář! Takže máme své priority v pořádku." Znovu si roli zahrál v pokračování Amazing Spider-Man 2, které mělo premiéru v roce 2014. V roce 2021 si roli zopakoval po 7 letech ve snímku Spider-Man: Bez domova.
V březnu 2012 přišel jeho debut na Broadwayi. Zahrál si Biffa Lomana v revivalu divadelní hry Death of a Salesman, kterou režíroval držitel ceny Tony, Mike Nichols v Ethel Barrymore Theatre. V představení s ním také hráli držitel Oscara, Philip Seymour Hoffman a Linda Emond, nominovaná na cenu Tony. Garfield byl za svou roli nominován na cenu Tony v kategorii nejlepší herec v divadelní hře.
V dubnu 2014 moderoval Saturday Night Live. Zahrál si a produkoval dramatický film 99 Homes. V roce 2016 si zahrál ve filmu Martina Scorsese Mlčení. V listopadu 2014 bylo oznámeno, že si zahraje ve filmu Hacksaw Ridge: Zrození hrdiny. Snímek měl premiéru v roce 2016. Od dubna 2017 hrál v divadle Lyttelton ve hře Angels in America. Za roli získal svojí první cenu Tony.

## Osobní život

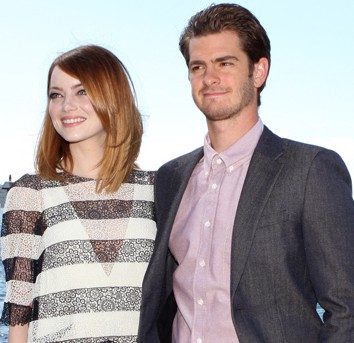
Andrew Garfield a jeho přítelkyně Emma Stoneová na premiéře filmu Amazing Spider-Man 2 v Sydney v květnu 2014.

V červenci/srpnu 2011 začal chodit s herečkou Emmou Stone, se kterou se seznámil na natáčení filmu Amazing Spider-Man. V roce 2015 se rozešli.

## Filmografie

### Film
| Rok           | Název                         | Role                        | Poznámky |
| ------------- | ----------------------------- | --------------------------- | --- |
| 2007          | Hrdinové a zbabělci           | Todd Hayes                  | |
| 2007          | Ten kluk                      | Jack Burridge / Eric Wilson | Cena BAFTA v kategorii nejlepší herec |
| 2008          | Králova přízeň                | Francis Weston              | |
| 2009          | Imaginárium dr. Parnasse      | Anton                       | |
| 2010          | I'm Here                      | Sheldon                     | Krátký film |
| 2010          | Neopouštěj mě                 | Tommy                       | Cena Saturn v kategorii nejlepší herec ve vedlejší roli Hollywood Film Festival Award v kategorii průlomový herec (také za film The Social Network) Saturn Award v kategorii nejlepší herec ve vedlejší roli Nominován — Cena BAFTA v kategorii rostoucí hvězda (také za film The Social Network) Nominován — British Independent Film Award v kategorii nejlepší herec ve vedlejší roli |
| 2010          | The Social Network            | Eduardo Saverin             | Hollywood Film Festival Award v kategorii průlomový herec (také za film Neopouštěj mě) Hollywood Film Festival Award v kategorii nejlepší filmové obsazení London Film Critics' Circle Award v kategorii nejlepší britský herec ve vedlejší roli Nominován — Cena BAFTA v kategorii nejlepší herec ve vedlejší roli Nominován — Cena BAFTA v kategorii rostoucí hvězda (také za film Neopouštěj mě) nominace — Boston Society of Film Critics' Award v kategorii nejlepší herec ve vedlejší roli nominace — Broadcast Film Critics Association Award za nejlepší filmové obsazení nominace - Broadcast Film Critics Association Award v kategorii nejlepší herec ve vedlejší roli nominace — Chicago Film Critics Association Award v kategorii nejlepší herec ve vedlejší roli nominace — Zlatý glóbus za nejlepší mužský herecký výkon ve vedlejší roli nominace — Online Film Critics Society Award v kategorii nejlepší herec ve vedlejší roli nominace — Satellite Award v kategorii nejlepší filmový herec ve vedlejší roli nominace — Screen Actors Guild Award v kategorii nejlepší filmové obsazení nominace — Teen Choice Awards v kategorii zloděj scén: muž                                                                            |
| 2012          | Amazing Spider-Man            | Peter Parker / Spider-Man   | Nominován — Teen Choice Awards za nejlepšího letního filmového herce Nominován - People's Choice Award za nejlepšího superhrdinu, za nejlepší chemii (s Emmou Stoneovou) Nominován - Kids Choice Award za nejlepšího filmového herce, za mužského buttkickera |
| 2014          | Amazing Spider-Man 2          | Peter Parker / Spider-Man   | Nominován - Teen Choice Awards za nejlepší herce ve sci-fi/fantasy filmu |
| 2014          | 99 Homes                      | Dennis Nash                 | Také producent, post-produkce |
| 2016          | Hacksaw Ridge: Zrození hrdiny | Desmond Doss                | AACTA v kategorii nejlepší herec Satellite Awards v kategorii nejlepší herec nominace - AACTA v kategorii nejlepší mezinárodní herec nominace - Oscar v kategorii nejlepší herec nominace - Filmová cena Britské akademie v kategorii nejlepší herec nominace - Screen Actors Guild Award v kategorii nejlepší herec nominace - Teen Choice Awards v kategorii nejlepší herec (drama) nominace - Zlatý glóbus v kategorii nejlepší herec (drama) |
| 2017          | Mlčení                        | Otec Rodrigues              | |
| 2018          | Nádech pro lásku              | Robin Cavendish             | |
| 2018          | Záhada Silver Lake            | Sam                         | |
| 2021          | Očima Tammy Faye              | Jim Bakker                  | |
| 2021          | tick, tick… BOOM!             | Jonathan Larson             | Ocenění Desert Palm na Mezinárodním filmovém festivalu v Palm Springs Online Association of Female Film Critics v kategorii nejlepší herec Washington D.C. Area Film Critics Association Awards v kategorii nejlepší herec Zlatý glóbus v kategorii nejlepší herec v hlavní roli (komedie/muzikál) 2. místo - St. Louis Film Critics Association Awards v kategorii nejlepší herec 2. místo - Utah Film Critics Association Awards v kategorii nejlepší herec 3. místo - Dallas-Fort Worth Film Critics Association Awards v kategorii nejlepší herec nominace - Atlanta Film Critics Circle Awards v kategorii nejlepší herec nominace - Detroit Film Critics Society Awards v kategorii nejlepší herec nominace - Florida Film Critics Circle Awards v kategorii nejlepší herec nominace - Chicago Film Critics Association Awards v kategorii nejlepší herec nominace - Indiana Film Journalists Association Awards v kategorii nejlepší herec nominace - Las Vegas Film Critics Society Awards v kategorii nejlepší herec nominace - Phoenix Critics Circle Awards v kategorii nejlepší herec nominace - Portland Critics Association Awards v kategorii nejlepší herec nominace - Women Film Critics Circle Awards v kategorii nejlepší herec |
| 2021          | Spider-Man: Bez domova        | Peter Parker / Spider-Man   | |
| bude oznámeno | We Live in Time               | bude oznámeno               | natáčí se |

### Televize
| Rok        | Název                                   | Role              | Poznámky                                          |
| ---------- | --------------------------------------- | ----------------- | ------------------------------------------------- |
| 2005       | Swinging                                | různé role        |                                                   |
| 2005       | Sugar Rush                              | Tom               |                                                   |
| 2006       | Simon Schama's Power of Art: Caravaggio | Boy               |                                                   |
| 2007       | Pán času                                | Frank             | díly: „Dalekové na Manhattanu“ a „Evoluce Daleků“ |
| 2007       | Freezing                                | Kit               | díl: „1.1“                                        |
| 2007       | Trial & Retribution XI: Closure         | Martin Douglas    | díl: „Closure: Part 1“                            |
| 2009       | Red Riding                              | Eddie Dunford     | 3 díly                                            |
| 2011, 2014 | Saturday Night Live                     | sám sebe          | 2 díly                                            |
| 2022       | Ve jménu nebes                          | detektiv Jeb Pyre | hlavní role                                       |

### Divadlo
| Rok  | Název                         | Role                          | Místo                     | Poznámky                                                                         |
| ---- | ----------------------------- | ----------------------------- | ------------------------- | -------------------------------------------------------------------------------- |
| 2004 | Mercy                         | Deccy                         | Soho Theatre              |                                                                                  |
| 2004 | Kes                           | Billy                         | Manchester Royal Exchange |                                                                                  |
| 2005 | The Laramie Project           | various characters            | Sound Theatre             |                                                                                  |
| 2005 | Romeo a Julie                 | Romeo                         | Manchester Royal Exchange |                                                                                  |
| 2006 | Beautiful Thing               | Jamie                         | Sound Theatre             |                                                                                  |
| 2006 | Burn / Chatroom / Citizenship | Birdman/Jim/Stephen           | Národní divadlo Londýn    |                                                                                  |
| 2006 | The Overwhelming              | Geoffrey                      | Turné po Velké Británii   |                                                                                  |
| 2012 | Death of a Salesman           | Biff Loman                    | Broadwayský revival       | nominace - Cena Tony v kategorii nejlepší herec ve vedlejší roli (divadelní hra) |
| 2017 | Angels in America             | Prior Walker                  | Národní divadlo Londýn    | nominace - Laurence Olivier Award v kategorii nejlepší herec (divadelní hra)     |
| 2017 | The Children's Monologues     | teenager šikanován svým otcem | Carnegie Hall             |                                                                                  |
| 2018 | Angels in America             | Prior Walker                  | Neil Simon Theatre        | Cena Tony v kategorii nejlepší herec (divadelní hra)                             |

## Rádio
| Rok  | Název pořadu | Role     | Poznámky                 |
| ---- | ------------ | -------- | ------------------------ |
| 2005 | Church       | Robert   |                          |
| 2005 | Caesar       | Antinous | pořad v rádiu, hostování |